# 해월사
해월사(海月寺)는 충청남도 서산시에 있는 사찰이다.

## 보유 문화재
- 서산 해월사 목조관음보살조상 및 복장일괄 (충청남도의 유형문화재 제213호)